# 国鉄タサ5700形貨車
国鉄タサ5700形貨車（こくてつタサ5700がたかしゃ）は、かつて日本国有鉄道（国鉄）及び1987年（昭和62年）4月の国鉄分割民営化後は日本貨物鉄道（JR貨物）に在籍した私有貨車（タンク車）である。
本形式と同一の専用種別であるタム9000形についても本項目で解説する。

## タサ5700形
タサ5700形は、LPガス専用の20t積タンク車として1963年（昭和38年）7月8日から1967年（昭和42年）7月21日にかけて348両（オタサ5700 - オタサ5799、オタサ15700 - オタサ15799、オタサ25700 - オタサ25760、オタサ35700 - オタサ35786）が日本車輌製造、三菱重工業、富士重工業、飯野重工業、日立製作所、川崎車輛、富士車輌の7社にて製作された。この際何故かオタサ25761 - オタサ25799は欠番であった。記号番号表記は特殊標記符号「オ」（全長 16 m 以上）を前置し「オタサ」と標記する。
本形式の他にLPガスを専用種別とする形式には、タム7100形（104両）、タム7200形（8両）、タム7300形（1両）、タム9000形（1両、後述）、タサ5400形（356両）、タサ5500形（18両）、タキ25000形（310両）の7形式が存在した。
落成時の所有者は鈴与、出光興産、日本石油輸送、三角石油瓦斯、セントラル石油瓦斯、ゼネラル瓦斯、三愛石油、大洋プロパン瓦斯、三井化学工業、丸紅飯田、亜細亜石油、三菱液化瓦斯、日本酸素、日本石油瓦斯、東邦アセチレン、宇部サイコン、日商、北海酸素、帝国石油、昭和石油瓦斯、伊藤忠燃料、シェル石油、岩谷産業、大成物産、熊本石油、丸善海運、石油荷役、伊丹産業、丸善石油化学、菱三商事、共同石油であった。
1979年（昭和54年）10月より化成品分類番号「燃(G)23」（燃焼性の物質、高圧ガス、高圧ガス、可燃性のもの）が標記された。専用種別の「LPガス」と化成品分類番号の「燃」は赤色で標記されている。更にタンク体右側形式番号上に「連結注意」が標記された。
ドームレス直円筒型のタンク体は、高張力鋼（HT55、HT60）製で荷役方式はタンク上部にある弁からの上入れ、上出し式である。
塗色はねずみ色1号であり、全長は17,880 mm、全幅は2,500 mm、全高は3,817 mm、台車中心間距離は13,700 mm、実容積は47.3 m3、自重は26.1 t - 27.3 t、換算両数は積車4.5、空車2.6、最高運転速度は75 km/h、ベッテンドルフ式のTR41C、TR41Dである。
1987年（昭和62年）4月の国鉄分割民営化時には2両（オタサ25755・オタサ25759）の車籍がJR貨物に継承したが、1990年（平成2年）1月に2両揃って廃車となり、同時に形式消滅となった。

## タム9000形
タム9000形は、LPガス専用の15 t積タンク車として1966年（昭和41年）12月12日に1両（タム9000）のみが日本車輌製造にて製作された。
所有者は石油荷役であり、常備駅は塩釜線の塩釜埠頭駅であった。
ドームレス直円筒型のタンク体は、高張力鋼（HT60、HT55）製で荷役方式はタンク上部にある弁からの上入れ、上出し式である。
塗色はねずみ色1号であり、全長は13,900 mm、全幅は2,500 mm、全高は3,817 mm、台車中心間距離は9,600 mm、実容積は35.5 m3、自重は23.3 t、換算両数は積車4.0、空車2.2、最高運転速度は75 km/h、台車はベッテンドルフ式のTR41Cである。
1981年（昭和56年）8月18日に廃車となり、同時に形式消滅となった。